# العلاقات الأمريكية الناميبية
العلاقات الأمريكية الناميبية هي العلاقات الثنائية التي تجمع بين الولايات المتحدة وناميبيا.

## مقارنة بين البلدين
هذه مقارنة عامة ومرجعية للدولتين:
| وجه المقارنة                                              | الولايات المتحدة                                                                                                  | ناميبيا      |
| --------------------------------------------------------- | --- | ------------ |
| المساحة (كم2)                                             | 9.83 مليون | 825.62 ألف   |
| عدد السكان (نسمة)                                         | 311.58 مليون | 2.53 مليون   |
| الكثافة السكانية (ن./كم²)                                 | 31.7 | 3.06         |
| العاصمة                                                   | واشنطن العاصمة | ويندهوك      |
| اللغة الرسمية                                             | لغة إنجليزية | لغة إنجليزية |
| العملة                                                    | دولار أمريكي | دولار ناميبي |
| الناتج المحلي الإجمالي (بليون دولار)                      | 19.39 تريليون | 13.24 مليار  |
| الناتج المحلي الإجمالي (تعادل القوة الشرائية) بليون دولار | 18.04 تريليون | 25.60 مليار  |
| الناتج المحلي الإجمالي الاسمي للفرد دولار أمريكي          | 56.12 ألف | 4.67 ألف     |
| الناتج المحلي الإجمالي للفرد دولار أمريكي                 | 54.63 ألف | 9.96 ألف     |
| مؤشر التنمية البشرية                                      | 0.920 | 0.628        |
| رمز المكالمات الدولي                                      | +1 | +264         |
| رمز الإنترنت                                              | .us، حكومة، .mil، Edu.                                                                                            | .na          |
| المنطقة الزمنية                                           | توقيت ساموا الأمريكية، توقيت أطلنطي موحد، منطقة زمنية وسطى، توقيت ألاسكا ‏، المنطقة الزمنية الجبلية، توقيت تشامرو ‏ | ت ع م+02:00  |

## مدن متوأمة
في ما يلي قائمة باتفاقيات التوأمة بين مدن أمريكية وناميبية:
- ترتبط ريتشموند مع ويندهوك باتفاقية توأمة منذ 1 يونيو 1995.[18]

## منظمات دولية مشتركة
يشترك البلدان في عضوية مجموعة من المنظمات الدولية، منها:
| علم المنظمة | اسم المنظمة                        | تاريخ انضمام الولايات المتحدة | تاريخ انضمام ناميبيا |
| ----------- | ---------------------------------- | ----------------------------- | -------------------- |
|             | منظمة حظر الأسلحة الكيميائية       | ?                             | ?                    |
|             | الاتحاد الدولي للاتصالات           | 1 يوليو 1908                  | 25 يناير 1984        |
|             | منظمة الشرطة الجنائية الدولية      | ?                             | ?                    |
|             | البنك الإفريقي للتنمية             | ?                             | ?                    |
|             | وكالة ضمان الاستثمار متعدد الأطراف | 12 أبريل 1988                 | 25 سبتمبر 1990       |
|             | منظمة التجارة العالمية             | ?                             | ?                    |
|             | يونسكو                             | 4 نوفمبر 1946                 | 2 نوفمبر 1978        |
|             | الأمم المتحدة                      | 24 أكتوبر 1945                | 23 أبريل 1990        |
|             | الاتحاد البريدي العالمي            | ?                             | ?                    |
|             | البنك الدولي للإنشاء والتعمير      | 27 ديسمبر 1945                | 25 سبتمبر 1990       |
|             | مؤسسة التمويل الدولية              | 20 يوليو 1956                 | 25 سبتمبر 1990       |

## وصلات خارجية
- موقع وزارة الخارجية الأمريكية